# Bengalischer Hanuman-Langur
Der Bengalische Hanuman-Langur (Semnopithecus entellus) ist eine Primatenart aus der Gruppe der Schlankaffen und ist eine der sechs Arten, in die die Untergattung Hanuman-Languren innerhalb der Gattung der Indischen Languren (Semnopithecus) in jüngeren Systematiken aufgeteilt wird.

## Merkmale
Wie alle Hanuman-Languren sind sie schlanke, langschwänzige Tiere. Die Kopf-Rumpf-Länge ausgewachsener Tiere liegt zwischen 45 und 78 cm und der Schwanz ist zwischen 80 und 112 cm lang. Männliche Affen können ein Gewicht von 16,9 bis 19,5 kg erreichen, Weibchen sind mit 9,5 bis 16,1 kg erheblich leichter. Das Fell ist vorwiegend gelblich-orange gefärbt. Der Rücken und die Gliedmaßen sind graubraun und die Hände und Füße schwarz gefärbt. Auch das unbehaarte Gesicht ist schwarz gefärbt und weist die für die Gattung typischen Überaugenwülste auf.

## Verbreitung

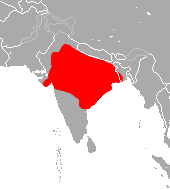
Verbreitungsgebiet

Bengalische Hanuman-Languren zählen zu den am weitesten verbreiteten und häufigsten Hanuman-Languren. Ihr Verbreitungsgebiet umfasst das gesamte nordindische Tiefland und ein kleines Gebiet im Südwesten von Bangladesch. Im Südwesten des Verbreitungsgebietes im indischen Bundesstaat Gujarat kommen sie südlich bis zum Tapti vor, im Südosten bis zum Krishna. Die Südgrenze ihres Verbreitungsgebietes fällt mit der Südgrenze des Verbreitungsgebietes des Rhesusaffen (Macaca mulatta) in Indien zusammen.
Bengalische Hanuman-Languren sind nicht wählerisch in Bezug auf ihren Lebensraum und kommen sowohl in Wäldern und baumbestandenen Buschländern als auch in der Nähe menschlicher Siedlungen vor. Die meisten leben heute in Landschaften, die vom Menschen geprägt wurden, die übrigen vor allem in tropischen, trockenen Laubwäldern, in Gujarat und Rajasthan auch in Dornwäldern und am östlichen und südöstlichen Rand des Verbreitungsgebietes in tropischen Feuchtwäldern. Als Tieflandart kommen sie nur bis in Höhen von 400 Metern vor und werden im Terai am Nordrand des Verbreitungsgebietes vom Tarai-Hanuman-Languren (S. hector) abgelöst und am Südwestrand am Übergang zum Dekkan vom Schwarzfüßigen Hanuman-Languren (S. hypoleucos).

## Lebensweise
Sie sind tagaktiv und können sowohl auf den Bäumen als auch am Boden leben. Sie leben meist in Haremsgruppen, die aus einem Männchen, mehreren Weibchen und dem dazugehörigen Nachwuchs bestehen. Manchmal kommen auch gemischte Gruppen (mehrere Männchen und Weibchen) vor; die übrig gebliebenen Männchen bilden oft Junggesellengruppen. Sie sind vorwiegend Pflanzenfresser und nehmen Blätter, Früchte, Knospen, Rinde und Gräser, manchmal aber auch Insekten zu sich. (Näheres siehe unter Lebensweise der Hanuman-Languren.)

## Gefährdung
Der Lebensraumverlust stellt die größte Bedrohung für diese Primaten dar. Aufgrund ihres großen Verbreitungsgebietes sind sie aber noch nicht gefährdet.

## Systematik
Der Bengalische Hanuman-Langur wurde 1797 durch den französischen Taxonomen Louis Dufresne erstmals beschrieben und erhielt dabei die Bezeichnung Sima entellus. Der Artzusatz im wissenschaftlichen Namen bezieht sich auf den antiken Boxer Entellus aus Troja oder Sizilien, der eine tragende Rolle in Vergils Werk Aeneis spielt. Die Gattung Semnopithecus wurde 1822 durch den französischen Zoologen Anselme Gaëtan Desmarest eingeführt. Früher wurden alle grauen Hanuman-Languren zu einer Art zusammengefasst, die ebenfalls die wissenschaftliche Bezeichnung Semnopithecus entellus trug. Nach der – noch nicht überall anerkannten – Aufteilung der grauen Hanuman-Languren auf sechs Arten wird diese nur mehr für die im nordindischen Tiefland vorkommende Art verwendet.

## Belege
1. 1 2 3  
D. Zinner, G. H. Fickenscher, C. Roos: Family Cercopithecidae (Old World monkeys). S. 733 in Russell A. Mittermeier, Anthony B. Rylands & Don E. Wilson: Handbook of the Mammals of the World: Primates: 3. ISBN 978-84-96553-89-7.
2. ↑  Semnopithecus entellus in der Roten Liste gefährdeter Arten der IUCN. Abgerufen am 19. April 2009.
3. ↑  
Louis Dufresne (1797): Sur une nouvelle espèce de singe. Bulletin des Sciences, par la Société Philomatique t. 1, Nr. 7: 49.
4. ↑  
Beolens, Watkins & Grayson: The Eponym Dictionary of Mammals. Johns Hopkins University Press, Baltimore 2009, ISBN 978-0-8018-9304-9, S. 128 (Entellus [PDF]).